# The Old Testament
The Old Testament est un coffret de quatre CD regroupant les six premiers albums de The Stranglers ainsi que des titres inédits (faces B de 45 t ou 45 t intermédiaires). Il était accompagné d'un livret de 110 pages écrit par Chris Twomey et intitulé The Men They Love to Hate qui a constitué jusqu'en 1997 la seule biographie disponible du groupe.

## Liste des titres
CD 1
1. Sometimes
2. Goodbye Toulouse
3. London Lady
4. Princess of the Streets
5. Hanging Around
6. Peaches
7. (Get a) Grip (on Yourself)
8. Ugly
9. Down in the Sewer
10. Choosey Susie
11. Go Buddy Go
12. I Feel Like a Wog
13. Bitching
14. Dead Ringer
15. Dagenham Dave
16. Bring on the Nubiles
17. Something Better Change
18. No More Heroes

CD 2
1. Peasant in the Big Shitty
2. Burning up Time
3. English Towns
4. School Mam
5. Straighten out
6. 5 Minutes
7. Rok it to the Moon
8. Tank
9. Nice 'n' Sleazy
10. Outside Tokyo
11. Sweden
12. Hey !(Rise of the Robots)
13. Toiler on the Sea
14. Curfew
15. Threatened
16. In the Shadows
17. Do You Wanna?
18. Death and Night and Blood (Yukio)
19. Enough Time
20. Shut Up
21. Walk On By
22. Mean to me
23. Old Codger

CD 3
1. Longships
2. The Raven
3. Dead Loss Angeles
4. Ice
5. Baroque Bordello
6. Nuclear Device
7. Shah Shah a Go Go
8. Don't Bring Harry
9. Duchess
10. Men in Black
11. Genetix
12. Fools Rush out
13. Yellowcake UF 6
14. Vietnamerica
15. Bear Cage
16. Who Wants the World?
17. Waltzinblack
18. Just Like Nothing on Earth
19. Second Coming
20. Waiting for the Meninblack
21. Turn the Centuries, Turn

CD 4
1. Two Sunspots
2. Four Horsemen
3. Thrown away
4. Manna Machine
5. Hallow to our Men
6. Top Secret
7. Man in White
8. Non Stop
9. Everybody Loves You when You're Dead
10. Tramp
11. Let Me Introduce You to the Family
12. Ain't Nothing to it
13. The Man they Love to Hate
14. Pin Up
15. It Only Takes Two to Tango
16. Golden Brown
17. How to Find True Love and Happiness in the Present Day
18. La Folie
19. Love 30
20. Strange Little Girl
21. Cruel Garden